# Berula imbricata
Berula imbricata es una especie de planta herbácea perteneciente a la familia Apiaceae, es originaria del África tropical.

## Descripción
Es una planta herbácea glabra que alcanza los 30–100 cm de altura. Las raíces crecen de un rizoma con nódulos tuberosos. El tallo es cilíndrico con un largo canal central, sin ramas por debajo del nivel de las inflorescencias. Las hojas tienen 35 cm de longitud, pinnadas. Las inflorescencias en umbelas compuesta por unos 25 rayos. Los pétalos son de color blanco a amarillo.

## Distribución y hábitat
Se distribuye por Malaui, Zambia, Angola, República Democrática del Congo y Tanzania.

## Taxonomía
La especie fue descrita inicialmente como Carum imbricatum por Hans Schinz y publicado en Bulletin de l'Herbier Boissier 2: 208, en 1894, hoy en día es tanto un sinónimo como el basónimo de esta.Más adelante, sería transferida al género Afrocarum por Stephan Rauschert en Taxon 31: 555, en 1982, nombre científico que también es un sinónimo actualmente; y ulteriormente sería transferida al género Berula por Krzysztof Spalik y Stephen R. Downie en Taxon 58: 745, en 2009.

#### Etimología
Ver: Berula
imbricata: epíteto latino que significa "imbricada, superpuesta".